# Thorsten Link
Thorsten Link (* 24. August 1964 in Hagen) ist ein deutscher Fernsehmoderator, Fernsehredakteur und Filmautor.
Link begann seine journalistische Laufbahn als Hörfunkjournalist, wechselte dann als Redakteur zum Fernsehen und übernahm 2005 als Nachfolger von Wolf-Dieter Ebersbach die Moderation der Sendungen Das Rasthaus – Das Automagazin im SWR Fernsehen sowie bis Mai 2012 den ARD-Ratgeber: Auto und Verkehr. Seit 2009 moderierte er die Sendereihe startklar – Das Automagazin, SWR, die Nachfolgesendung von Das Rasthaus.
Seit vielen Jahren ist Link als Auto- und Verkehrsexperte Gast in Hörfunk und Fernseh-Live-Sendungen des Südwestrundfunks sowie der ARD.
Für seine Verdienste um die Verbesserung der Verkehrssicherheit erhielt er 2000 den Christophorus Preis des Gesamtverbandes der Deutschen Versicherungswirtschaft sowie 2011 den Joseph-Ströbl-Preis. 2023 wurde er für herausragende publizistische Leistungen mit dem Helmut-Schmidt-Journalistenpreis ausgezeichnet.
In München und Freiburg im Breisgau studierte Link Musikwissenschaften und Germanistik und lebt in Rastatt nahe Baden-Baden. Link ist verheiratet, hat vier Kinder und ist leidenschaftlicher Oldtimer-Sammler und Mountainbike-Fahrer.
| Personendaten    | Personendaten                                              |
| ---------------- | ---------------------------------------------------------- |
| NAME             | Link, Thorsten                                             |
| KURZBESCHREIBUNG | deutscher Fernsehmoderator, Fernsehredakteur und Filmautor |
| GEBURTSDATUM     | 24. August 1964                                            |
| GEBURTSORT       | Hagen                                                      |